# UTFO
Gli UTFO (Untouchable Force Organization) furono un gruppo musicale rap degli anni ottanta scoperto dalla band R&B Full Force. Il gruppo era composto da Kangol Kid, Educated Rapper (conosciuto anche come "E.M.D."), Doctor Ice e Mix Master Ice. Il loro singolo più famoso è "Roxanne, Roxanne", un classico hip hop molto apprezzato.
Curiosamente, "Roxanne, Roxanne" era la b-side di un altro singolo, il meno conosciuto "Hangin' Out". A causa di problemi personali, E.M.D. lasciò temporaneamente il gruppo prima delle registrazioni di Skeezer Pleezer.
E.M.D. fece un gradito ritorno in occasione della pubblicazione del loro terzo album, Lethal, nel quale è presente una collaborazione con gli Anthrax nella title track. Altre canzoni illustri (sempre di Lethal) sono "The Ride", dove viene fatta un'analogia tra l'anatomia maschile e l'automobile; "Diss", un'elaborata serie di insulti rimati e "Burnin Bed", un'ironica storia che racconta cosa può accadere a chi tradisce.
Altre hit lanciate dal gruppo sono "Leader Of The Pack", "Bite It", "Pick Up The Pace" e "Fairytale Lover".

## Discografia
- 1985 - UTFO
- 1986 - Skeezer Pleezer
- 1987 - Lethal
- 1989 - Doin' It!
- 1991 - Bag It & Bone It